# لویگا (استان آرخانگلسک)
لویگا (به لاتین: Loyga) یک منطقهٔ مسکونی در روسیه است که در استان آرخانگلسک واقع شده‌است.